# Bōjutsu

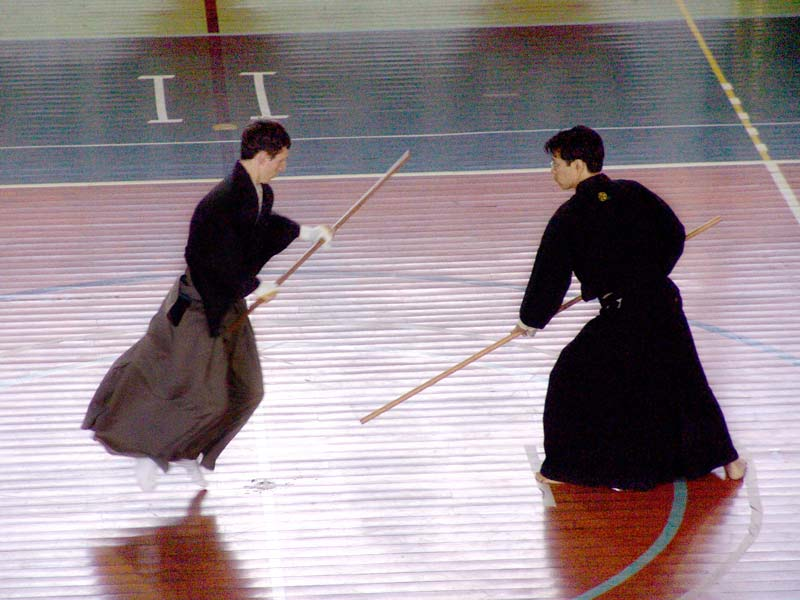
Niten Ichi Ryū Bōjutsu.

El bōjutsu en japonés: 棒術, romanizado: bōjutsu es el arte marcial de usar un bō o bastón largo (generalmente de madera) como arma. Generalmente suele utilizarse el rokushakubō (bō de seis shaku) al que se suele llamar simplemente bō por ser el bastón más utilizado en este arte marcial. Las varas o pértigas son tal vez una de las primeras armas utilizadas por el hombre. Las cuales han sido utilizadas por miles de años en Asia.
Actualmente el bōjutsu es generalmente asociado con el kobudō de la isla de Okinawa, y con el arte marcial tradicional moderno sin armas del karate-dō, del que muchos de sus maestros son asimismo practicantes, o bien, con las artes marciales antiguas tradicionales o koryū budō del guerrero medieval japonés o samurái. El bōjutsu japonés con sus varias escuelas y estilos, es uno de los elementos principales del entrenamiento marcial clásico (bugei jyuuhappan) además del uso del sable o kenjutsu. Bajo el contexto okinawense, el arma es generalmente conocida como kon. El bastón largo del kobudō de Okinawa, es usualmente estrecho en sus puntas para dar una mayor penetración a los golpes.
El fundador del aikidō, (una de las artes marciales tradicionales modernas o gendai budō de mayor difusión) el maestro Morihei Ueshiba; era practicante asiduo del bōjutsu, y fundador de la escuela Masakatsu bōjutsu, de la que dio la transmisión a su discípulo el ya fallecido maestro, Hikitsuchi Michio. El bō utilizado en Masakatsu bōjutsu, tiene la peculiaridad de que la longitud es proporcional a la altura del practicante, debiendo llegar desde el suelo (descalzo) hasta debajo de la nariz. El principal alumno de Michio Hikitsuchi en el Masakatsu Bōjutsu en Europa es el maestro Gerard Blaize.  Asimismo el maestro Morihei Ueshiba también desarrolló diversas técnicas con el bastón de longitud media o jō basadas también en las artes de la lanza Sōjutsu y en el arte de la bayoneta o Jūkendō dentro del arte marcial de su creación, el Aikidō. 

## Tipos de bastones utilizados en el Bojutsu
Aunque el bō más utilizado y conocido es el de aproximadamente 180 cm (rokushakubō), existen otros tipos de bastones que también se manejan en el arte del bōjutsu:
- Rokushakubō: bastón de 180 cm.
- Yonshakubō o jō: bastón de 130 cm.
- Sanshakubō o hanbō: bastón de 95 cm.
- Shishinbō o tambō: bastón de 30 cm. "Conocido en el ámbito policial y de seguridad como el bastón extensible".
- Nyoibō: mástil o poste de 200 cm. por 5 pulg (12,7 cm.).
- Daisharin: bastón de 250 cm. con ruedas en los extremos.
- Nihiribō: bastón de 180 cm. con una punta retorcida.
- Yawara: bastón pequeño del ancho de la palma de la mano.